# Кустода

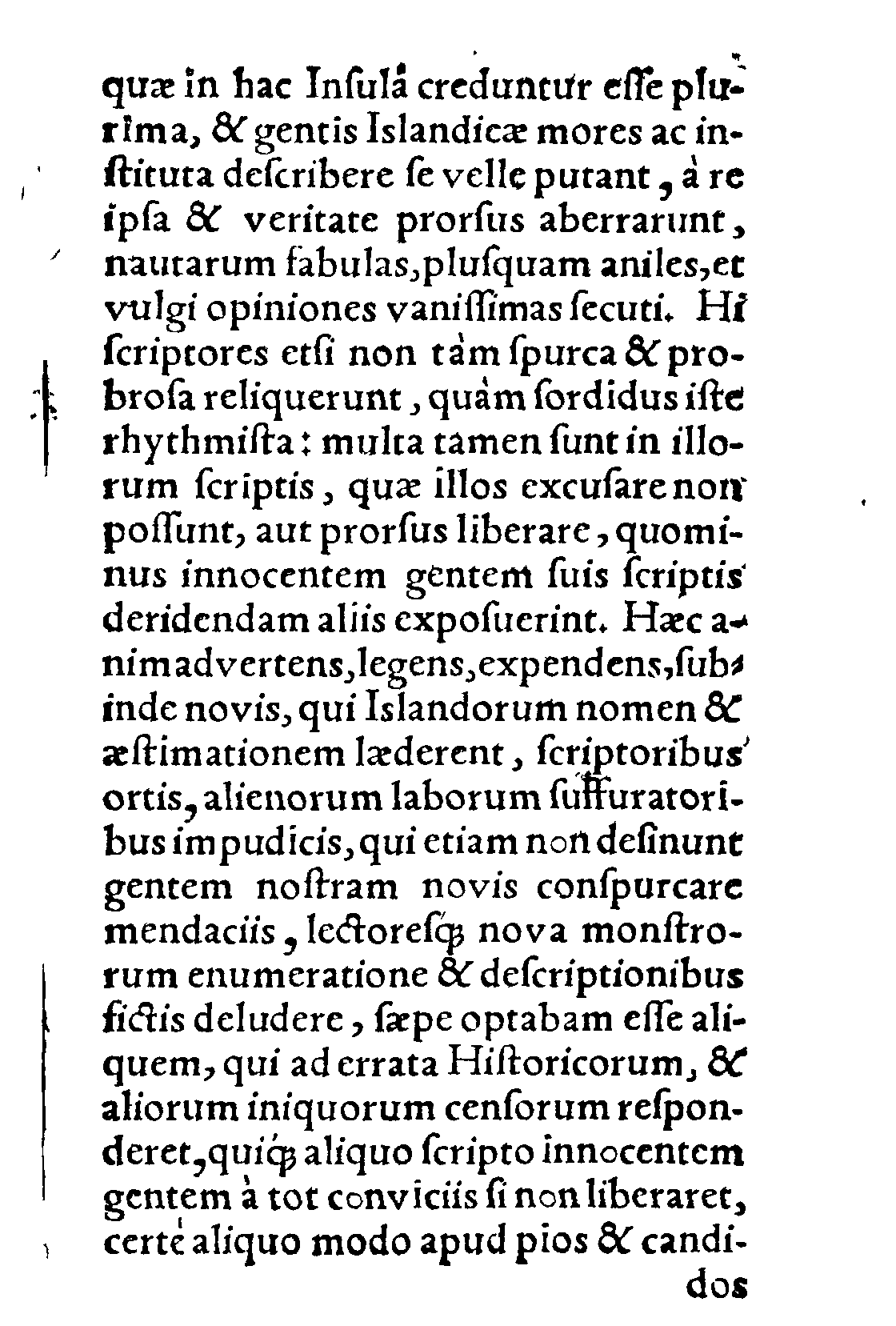
В правой части нижнего поля можно увидеть кустоду

Кусто́да — слово, размещённое на нижнем поле страницы и дублирующее первое слово на следующей. Использовалось в старых книгах для того, чтобы помочь переплётчику расположить страницы и тетради в правильном порядке.
Впервые кустоды появляются в средневековых рукописях. Использовались и в печатных книгах конца XV века. Наиболее часто встречаются в книгах XVI века. В конце XVIII века, в связи с изменениями в технологиях книгопечатания, кустоды уходят с книжных страниц.
О другой функции кустоды писал Теодор Лоу де Винн (Theodore Low De Vinne) в справочнике «Правильная композиция» (Correct Composition; 1901):

Более трёх веков печатники помещали на нижнем поле каждой страницы первое слово или первый слог следующей. Кустода должна была помогать читателю, делая более ясной связь между двумя страницами; но теперь кустоды не используются, и возвращать их никто не требует.

Колонтитулы в современных справочниках и словарях схожи с кустодой и, вероятно, ведут от неё своё происхождение, но выполняют другую роль: облегчают поиск слова в книге.
В наше время кустоды используются в церковнославянских текстах, особенно в читаемых вслух за богослужением. Их наличие помогает не прерываться при переворачивании страницы.